# Kategoria Superiore 2021/22
Die Kategoria Superiore 2021/22 (offizielle ausgetragen als Abissnet Superiore) war die 83. Spielzeit der höchsten albanischen Spielklasse im Männerfußball. Sie begann am 10. September 2021 endete am 26. Mai 2022 mit dem 36. Spieltag. KF Tirana stand seit dem 33. Spieltag als Meister fest.
Titelverteidiger war KS Teuta Durrës. Aufgestiegen waren KS Egnatia Rrogozhina und FK Dinamo Tirana, die die abgestiegenen Vereine KS Bylis Ballsh und KF Apolonia Fier ersetzten.
Die Begegnung zwischen KF Skënderbeu Korça und KF Laçi im Mai 2022 war die erste Partie der Kategoria Superiore, die von einer Frau, der Schiedsrichterin Emanuela Rusta, geleitet wurde.

## Vereine
| Logo                       | Verein                | Stadt      | Stadion                 |
| -------------------------- | --------------------- | ---------- | ----------------------- |
| Logo Skënderbeu Korça      | KF Skënderbeu Korça   | Korça      | Skënderbeu-Stadion      |
| Logo FK Egnatia Rrogozhina | KS Egnatia Rrogozhina | Rrogozhina | Arena Egnatia           |
| Logo Partizani Tirana      | FK Partizani Tirana   | Tirana     | Elbasan Arena           |
| Logo KF Tirana             | KF Tirana             | Tirana     | Selman-Stërmasi-Stadion |
| Logo Kukësi                | FK Kukësi             | Kukës      | Zeqir-Ymeri-Stadion     |
| Logo Kastrioti Kruja       | KS Kastrioti Kruja    | Kruja      | Redi-Maloku-Stadion     |
| Logo Teuta Durrës          | KS Teuta Durrës       | Durrës     | Niko-Dovana-Stadion     |
| Logo FK Dinamo Tirana      | FK Dinamo Tirana      | Tirana     | Selman-Stërmasi-Stadion |
| Logo Laçi                  | KF Laçi               | Laç        | Laç-Stadion             |
| Logo FK Vllaznia Shkodra   | KS Vllaznia Shkodra   | Shkodra    | Loro-Boriçi-Stadion     |

## Abschlusstabelle
| Pl. | Verein                    | Sp. | S  | U  | N  | Tore    | Diff. | Punkte |
| --- | ------------------------- | --- | -- | -- | -- | ------- | ----- | ------ |
| 1.  | KF Tirana                 | 36  | 22 | 7  | 7  | 064:270 | +37   | 73     |
| 2.  | KF Laçi                   | 36  | 18 | 9  | 9  | 052:330 | +19   | 63     |
| 3.  | FK Partizani Tirana       | 36  | 15 | 13 | 8  | 052:300 | +22   | 58     |
| 4.  | FK Kukësi                 | 36  | 15 | 10 | 11 | 050:440 | +6    | 55     |
| 5.  | KS Vllaznia Shkodra (P)   | 36  | 13 | 16 | 7  | 047:380 | +9    | 55     |
| 6.  | KS Teuta Durrës (M)       | 36  | 13 | 11 | 12 | 039:440 | −5    | 50     |
| 7.  | KS Kastrioti Kruja        | 36  | 13 | 4  | 19 | 030:540 | −24   | 43     |
| 8.  | KS Egnatia Rrogozhina (N) | 36  | 8  | 11 | 17 | 030:490 | −19   | 35     |
| 9.  | KS Dinamo Tirana (N)      | 36  | 6  | 11 | 19 | 021:460 | −25   | 29     |
| 10. | KF Skënderbeu Korça 1     | 36  | 4  | 14 | 18 | 023:430 | −20   | 26     |

| (M) | amtierender albanischer Meister: KS Teuta Durrës         |
| (P) | amtierender albanischer Pokalsieger: KS Vllaznia Shkodra |
| (N) | Neuaufsteiger: KS Dinamo Tirana, KS Egnatia Rrogozhina   |

## Kreuztabelle
| Spieltage 1–18   | Spieltage 1–18        | Spieltage 1–18     | Spieltage 1–18 | Spieltage 1–18 | Spieltage 1–18      | Spieltage 1–18      | Spieltage 1–18  | Spieltage 1–18 | Spieltage 1–18      | 2021/22               | Spieltage 19–36  | Spieltage 19–36       | Spieltage 19–36    | Spieltage 19–36 | Spieltage 19–36 | Spieltage 19–36     | Spieltage 19–36     | Spieltage 19–36 | Spieltage 19–36 | Spieltage 19–36     |
| FK Dinamo Tirana | FK Egnatia Rrogozhina | KS Kastrioti Kruja | FK Kukësi      | KF Laçi        | FK Partizani Tirana | KF Skënderbeu Korça | KS Teuta Durrës | KF Tirana      | KS Vllaznia Shkodra | Verein                | FK Dinamo Tirana | FK Egnatia Rrogozhina | KS Kastrioti Kruja | FK Kukësi       | KF Laçi         | FK Partizani Tirana | KF Skënderbeu Korça | KS Teuta Durrës | KF Tirana       | KS Vllaznia Shkodra |
| ---------------- | --------------------- | ------------------ | -------------- | -------------- | ------------------- | ------------------- | --------------- | -------------- | ------------------- | --------------------- | ---------------- | --------------------- | ------------------ | --------------- | --------------- | ------------------- | ------------------- | --------------- | --------------- | ------------------- |
|                  | 1:1                   | 1:0                | 0:1            | 1:1            | 1:1                 | 0:0                 | 0:1             | 0:1            | 0:0                 | KS Dinamo Tirana      |                  | 0:2                   | 0:1                | 0:2             | 0:1             | 0:0                 | 1:1                 | 0:1             | 2:1             | 0:0                 |
| 1:1              |                       | 2:1                | 1:3            | 0:2            | 0:3                 | 1:1                 | 0:1             | 0:2            | 1:1                 | KS Egnatia Rrogozhina | 1:1              |                       | 2:1                | 0:2             | 0:2             | 0:1                 | 2:0                 | 0:1             | 0:3             | 3:0                 |
| 0:2              | 1:0                   |                    | 1:6            | 0:1            | 0:2                 | 2:0                 | 2:0             | 1:1            | 0:1                 | KS Kastrioti Kruja    | 2:0              | 2:1                   |                    | 1:0             | 1:1             | 1:0                 | 1:0                 | 0:1             | 2:1             | 1:3                 |
| 0:1              | 2:0                   | 3:1                |                | 1:2            | 2:1                 | 1:0                 | 2:3             | 2:1            | 2:0                 | FK Kukësi             | 2:1              | 1:1                   | 4:0                |                 | 0:0             | 1:2                 | 1:0                 | 1:1             | 0:0             | 0:0                 |
| 5:0              | 0:1                   | 2:0                | 2:2            |                | 1:0                 | 2:0                 | 2:0             | 1:0            | 3:5                 | KF Laçi               | 2:1              | 0:0                   | 4:1                | 3:0             |                 | 3:4                 | 0:0                 | 0:1             | 1:0             | 1:0                 |
| 1:0              | 1:1                   | 0:0                | 1:1            | 1:1            |                     | 2:1                 | 2:1             | 1:2            | 1:1                 | FK Partizani Tirana   | 3:1              | 2:2                   | 4:0                | 5:0             | 2:1             |                     | 0:0                 | 3:1             | 1:2             | 1:1                 |
| 0:1              | 2:0                   | 2:1                | 2:1            | 0:0            | 1:1                 |                     | 0:1             | 0:0            | 0:0                 | Skënderbeu Korça      | 0:1              | 0:1                   | 2:0                | 1:1             | 1:2             | 1:2                 |                     | 0:0             | 0:4             | 2:2                 |
| 0:0              | 1:2                   | 1:1                | 0:0            | 2:4            | 1:0                 | 2:2                 |                 | 2:3            | 1:1                 | KS Teuta Durrës       | 1:0              | 3:1                   | 0:1                | 4:1             | 2:1             | 0:4                 | 0:0                 |                 | 0:2             | 1:1                 |
| 4:0              | 1:1                   | 3:0                | 4:0            | 2:0            | 1:0                 | 4:2                 | 2:1             |                | 0:0                 | KF Tirana             | 1:0              | 2:0                   | 0:1                | 2:3             | 4:1             | 0:0                 | 3:2                 | 1:1             |                 | 3:1                 |
| 6:3              | 1:1                   | 3:1                | 1:1            | 1:0            | 1:0                 | 2:0                 | 1:1             | 0:2            |                     | KS Vllaznia Shkodra   | 2:1              | 3:1                   | 1:2                | 2:1             | 0:0             | 0:0                 | 1:0                 | 4:2             | 1:2             |                     |

## Relegation
| Datum        |                       | Ergebnis  |                    |
| ------------ | --------------------- | --------- | ------------------ |
| 30. Mai 2022 | KS Egnatia Rrogozhina | 2:0 (1:0) | KS Korabi Peshkopi |

## Torschützenliste
| Pl. | Name           | Mannschaft                                   | Tore |
| --- | -------------- | -------------------------------------------- | ---- |
| 01. | Saliou Guindo  | KF Laçi                                      | 19   |
| 01. | Taulant Seferi | KF Tirana                                    | 19   |
| 03. | Redon Xhixha   | KF Tirana                                    | 14   |
| 04. | Stênio Júnior  | FK Partizani Tirana                          | 12   |
| 05. | Liridon Latifi | KS Vllaznia Shkodra                          | 11   |
| 06. | Ante Aralica   | KS Vllaznia Shkodra                          | 10   |
| 06. | Edi Baša       | FK Kukësi                                    | 10   |
| 06. | Pedro Carvalho | KS Egnatia Rrogozhina                        | 10   |
| 06. | Rubin Hebaj    | KS Teuta Durrës                              | 10   |
| 06. | Tedi Cara      | FK Partizani Tirana                          | 10   |
| 06. | Xhuliano Skuka | KS Dinamo Tirana (1) FK Partizani Tirana (9) | 10   |